# Pulkava (řeka)
Pulkava (německy Pulkau) je říčka v Dolních Rakousích, největší pravostranný přítok řeky Dyje, který odvodňuje část okresů Horn, Hollabrunn a Mistelbach poblíž hranic s Českou republikou.

## Průběh toku
Pulkava pramení u vesnice Ludweishofen (část obce Pernegg). Celkově pak míří východním okrajem Waldviertlu a Weinviertlem zhruba k východu. Na horním toku se jedná o zachovalý meandrující potok, zprvu tekoucí otevřenou krajinou a za Walkensteinem na několikakilometrovém úseku vytváří zaříznuté lesnaté údolí (nad levým břehem se zde nalézá zřícenina středověkého hrádku Neudegg). Od města Pulkavy dále je však okolní krajina opět otevřená a koryto už silně regulované a napřímené. Velký problém na dolním toku dlouhodobě představuje průmyslové znečištění vody, zejm. z továrny na kyselinu citronovou společnosti Jungbunzlauer Austria AG v Pernhofenu. Objem vypouštěných odpadních vod je v příkrém nepoměru s nevelkým průtokem říčky a má za následek výrazné zhoršení kvality vody i v Dyji na celém úseku pod vyústěním Pulkavy, včetně Novomlýnských nádrží. Do Dyje Pulkava ústí mezi městem Laa an der Thaya a obcí Hevlín, na zhruba jedenapůlkilometrovém úseku, v němž se Dyje nachází zcela na rakouském území. Těsně před ústím Pulkavu akvaduktem překonává Dyjsko-mlýnský náhon.

## Vodní režim
Hlásné profily:
| místo       | říční km | plocha povodí | průměrný průtok (Qa) | stoletá voda (Q100) |
| ----------- | -------- | ------------- | -------------------- | ------------------- |
| Haugsdorf   | ?        | ? km²         | 0,30 m³/s            | 74,0 m³/s           |
| Zwingendorf | ?        | 372 km²       | 0,34 m³/s            | 30,0 m³/s           |

## Významnější přítoky
(L=levý, P=pravý)
- Therasburger Bach (L)
- Passendorfer Bach (L)
- Talbach (P)
- Schrattebnbach (L)
- Retzbach (L)
- Mottschüttelbach (P)
- Gießbach (P)

## Sídla podél toku
Raisdorf, Hötzelsdorf, Walkenstein, Brugg, Pulkau, Rohrendorf, Dietmannsdorf, Deinzendorf, Zellerndorf, Watzelsdorf, Pernersdorf, Karlsdorf, Peigarten, Jetzelsdorf, Auggenthal, Haugsdorf, Alberndorf im Pulkautal, Untermarkersdorf, Hadres, Obritz, Seefeld-Kadolz, Zwingendorf, Wulzeshofen, Laa an der Thaya